# أبيكوو (اختلال ضال)
«أبيكوو» (بالإنجليزية: Abiquiu)‏ هي الحلقة الحادية عشر للموسم الثالث من مسلسل إيه إم سي التلفزيوني الدرامي اختلال ضال. كتبها جون شبان وأخرجها توماس شنوز، تم بثها على إيه إم سي في 30 مايو 2010.

## وصلات خارجية
- «أبيكوو» على إيه إم سي (بالإنجليزية)
- «أبيكوو» على قاعدة بيانات الأفلام على الإنترنت (بالإنجليزية)